# Korsar
Korsar fue una serie de historietas de fantasía heroica, protagonizadas por el personaje homónimo, que Esteban Maroto desarrolló en 1972 para la revista alemana "Pip" mediante la agencia Bardon Art. Fue el último de los héroes bárbaros que su autor dibujó en esta época, y se caracterizaba por su mayor carga erótica, como le demandaba la revista.

## Creación y trayectoria editorial
Tras el éxito norteamericano de Dax el guerrero, Esteban Maroto produjo este encargo para la revista "Pip". Se publicó luego sin su consentimiento en otras revistas, sin que tampoco le fueran devueltos los originales. En España no se publicó hasta 1979, en los primeros números de "Cimoc" (San Román Ediciones).
En 2012 Korsar fue recopilado por la barcelonesa EDT en un álbum titulado "Espadas y brujas" junto a los otros héroes bárbaros de su autor (Wolff y Dax el Guerrero).